# Атлатлаукан
Атлатлаукан (исп. Atlatlahucan) — посёлок и административный центр одноимённого муниципалитета в мексиканском штате Морелос. Численность населения, по данным переписи 2010 года, составила 7941 человек.

## Название
Атлатлаукан происходит из языка науатль, и его можно перевести как: место, где красная вода.

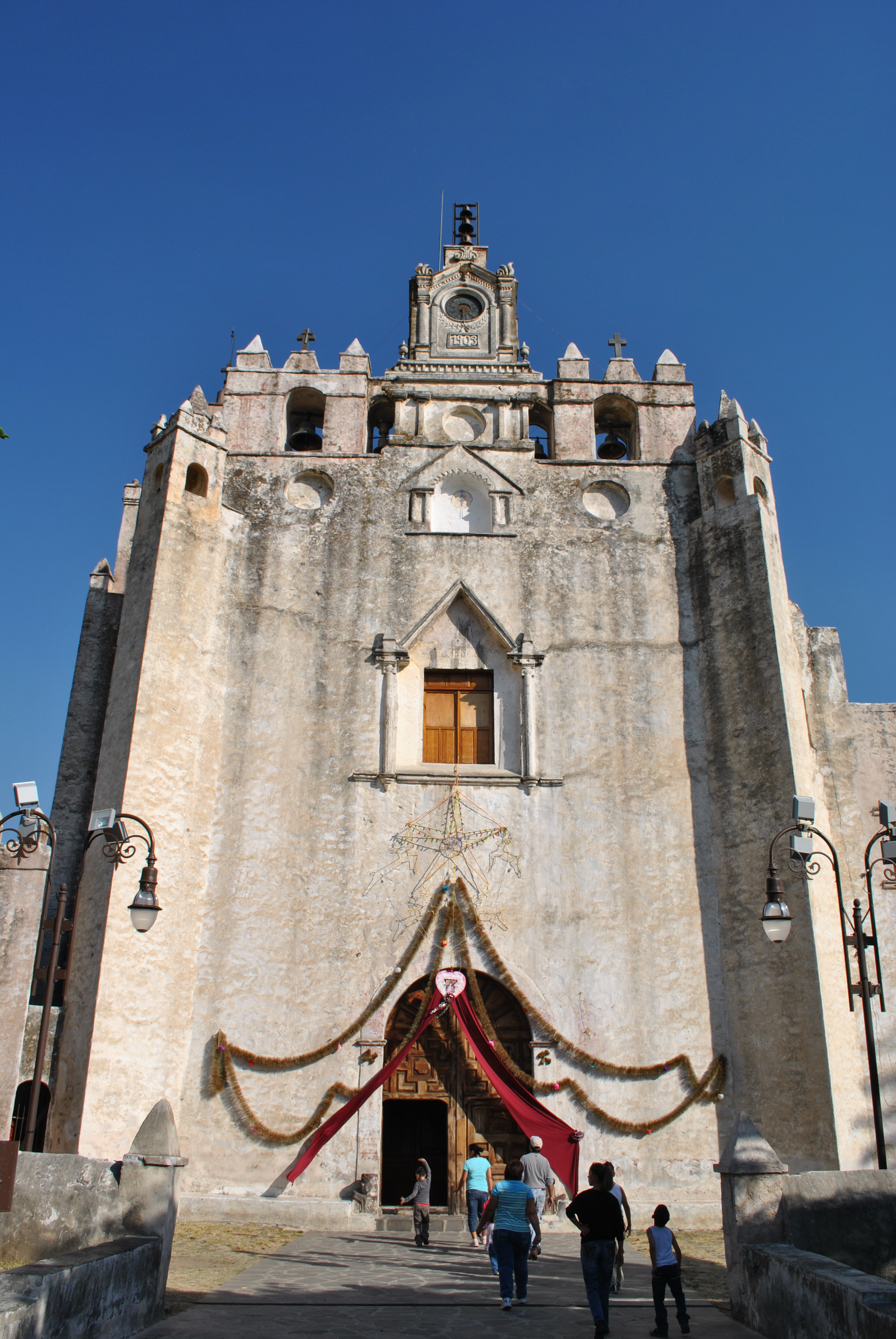
Церковь Святого Апостола Матео